# 気賀関所

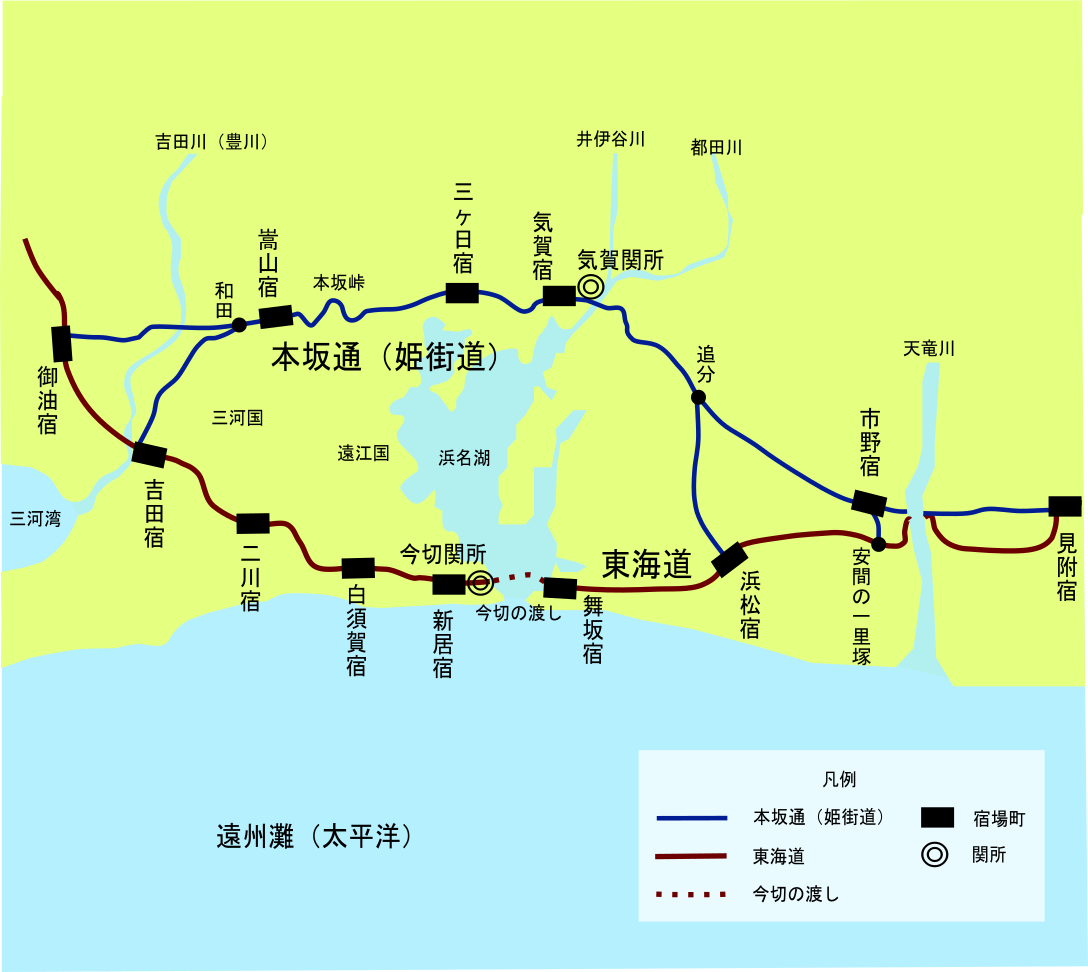
主要街道と気賀関所の位置

気賀関所（きがせきしょ）とは、江戸幕府が17世紀初めに本坂通の気賀（現在の浜松市浜名区細江町気賀）に設置した関所である。東海道の新居関所の裏番所として本坂通（姫街道）の往来を監視した。

## 概要
気賀関所は旗本の気賀近藤氏が監理し、関所手形により「入鉄砲に出女」を取締り、周辺の要害村や新居関所、金指の番所と共同で浜名湖上の通行や「横越し」を監視した。
気賀関所は全国53箇所に設置された関所のうちで、東海道の新居（今切）の関所と同じく重要な関所と位置付けられた。気賀関所の監視は、東海道の本道の新居関所と同様に厳格だったとされ、領主でも通過する際には通行手形を必要とした。「入り鉄炮」の通関には老中証文が必要であり、気賀関所でも、江戸へ入る「下り鉄炮」は1挺でも老中証文を必要とした。
関所手形は、男性は領主や庄屋が証人になれば発行を受けられたが、女性に対しては厳格だった。関所を越えて嫁入りしたときに、両方の村の庄屋・組頭・証人の印鑑を要し、女性1人の通行に10人の署名を必要とした記録がある。幕府が本坂越えの通行を禁止して東海道の通行人を増やそうとする政策をとった際には、他の関所では御留守居発行の女手形があれば通行できたが、気賀の関所では老中発行の女手形がなければ通行を許さなかった。
明治2年（1869年）の関所廃止令により気賀関所も閉鎖された。1966年（昭和41年）1月27日）、細江町（当時）の教育委員会により、気賀関所跡の本番所が細江町指定文化財（建造物）と指定された。2014年時点で「気賀関所跡」は本番所の関屋の一部のみが残存している。1990年（平成2年）、細江町がふるさと創生事業を活用して、関所があった場所から600メートル西に観光施設「気賀関所」を復元した。手形や駕籠なども展示している。

## 沿革

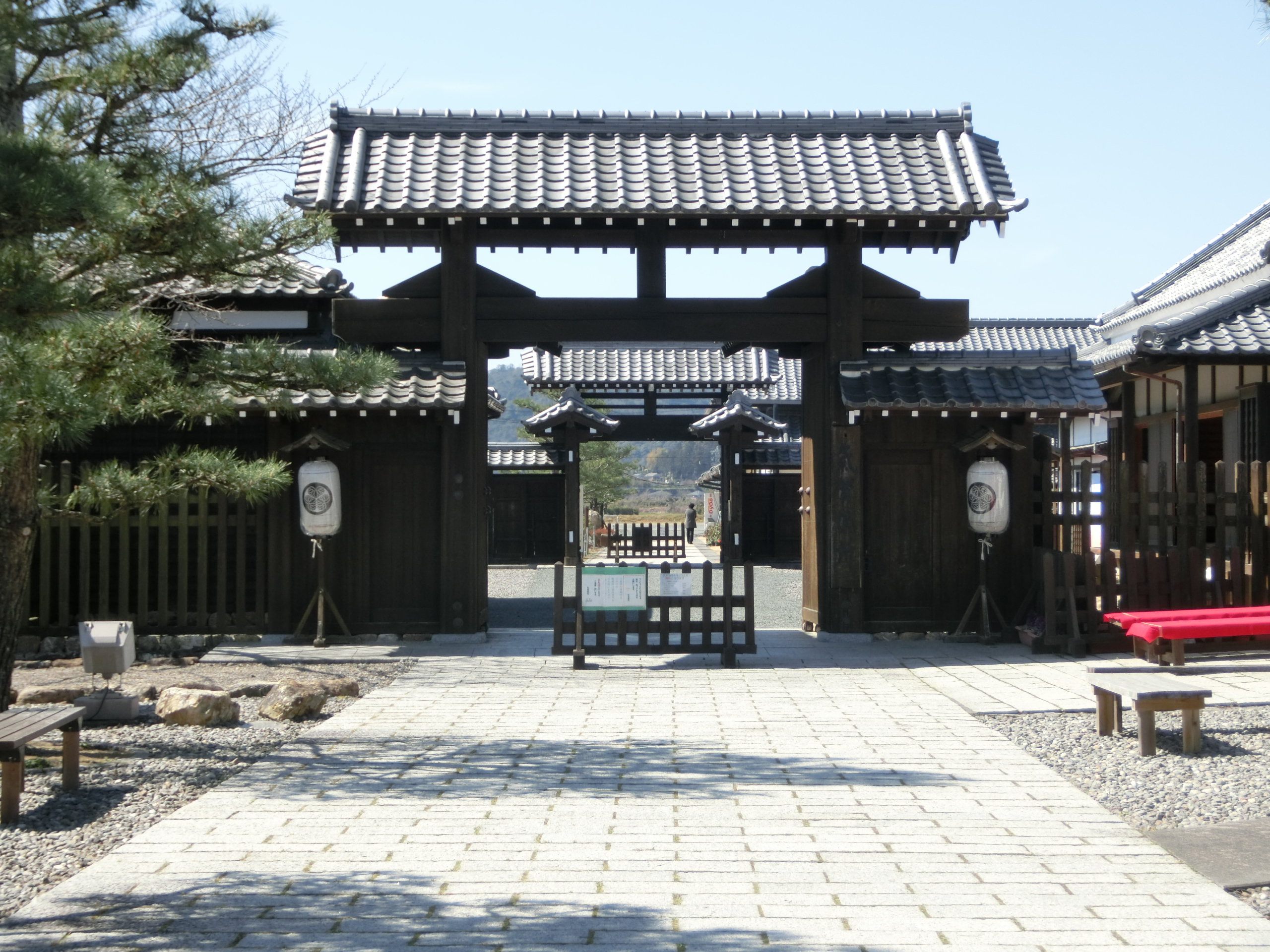
気賀関所

関所の設置時期については、『斉藤家文書』により、慶長6年（1601年）に江戸幕府が東海道宿駅の制を定めたときに設置されたとする説が一般的とされているが、気賀の『白井家文書』により、慶長地震よりも後の、慶長17年（1612年）に設置されたとする説、慶安2年（1649年）の『気賀関所茅葺御修復の書付』により、慶長から元和元年（1615年）の間に設置されたとする説もある。また浜松市 (1971, p. 180)では、設置年代不明としている。
宝永地震（1707年）とそれに伴う津波で新居関所など浜名湖南部が大被害を受けえると、本坂通を選ぶ旅行者が急増した。第8代征夷大将軍徳川吉宗に献上された広南従四位白象も気賀を通った。

### お蔭参り
享保15年（1730年）に伊勢神宮へのお蔭参りが流行したときには、都田村では、女中たちの抜け参りが多かったため、気賀関所の命令を受けて、見張人を街道に沿う村の山へ毎日出したが、それでも抜け参りは絶えなかったとされる。
気賀関所では、お陰参りの流行中には、関所破りをほとんど黙認し、お陰参りが下火になってから「お陰参りの人々の関所破りに加担した」として周辺の村々に対し「叱り」などの軽い処罰を下していた。これは表面的な措置であり、お陰参りの大規模な関所破りに対して、関所はほとんどお手上げ状態だったとされている。

## 監視体制と周辺地域

### 関所番
気賀関所は、地頭で、「乱暴旗本」として知られた近藤登之助と同族の旗本・気賀近藤氏が監理し、関所番として本坂越えをする通行人を監視した。気賀近藤家は元和5年（1619年）から明治維新まで、12代にわたり関所を管理した。役人は番頭2人、平番5人が交代で勤務し、ほかに下番1人、足軽2,3人がいた。

### 気賀宿
関所は宿場町である気賀宿の東の入口に置かれた。気賀は北側に標高100m以上の山地・丘陵地があり、南は浜名湖、東は井伊谷川・都田川に挟まれた要害の地になっており、関所の東門から宿場の南に沿って要害堀が掘られていて、容易に抜け出ることができないようになっていた。江戸時代の都田川には橋が架かっておらず、街道を往来する人々は渡し船で通行した。
町並みは東西600メートルほどにわたっており、町の西側の入口には木戸があり、桝形が石垣で作られていた。町の西の外れは「棒鼻」と呼ばれていた。本坂通（姫街道）を挟んで北に本番所、南に「向番所」と2層の望楼があった。

### 要害村
関所の周辺の村は「要害村」に指定され、関所破りを防ぐため、浜名湖を船で渡ったり、山中を通り抜けようとしたりする者がいないかの監視を命じられていた。気賀関所の周辺では西海辺14、本道8、山道28、東海辺18ヶ村の計68ヶ村が要害村に指定されていた。要害村では「旅行者を1晩泊めてもいいが、2泊する者がいたら報告せよ」「手形を持たない女や鉄砲を見つけたら、その場に留め置いて通報すれば褒美を与える」「舟に旅人を乗せてはならない」などの命令が出されていた。
気賀関所は今切関所と連携して浜名湖を渡る舟を北と南から監視し、薪船や漁船、回米船、関所へ届出済の荷船、地元の田畑へ向かう耕作船以外の舟の通行を許さなかった。また金指の番所と連携して両関所間の山道を抜けようとする「横越し」を取り締まった。

### 犬くぐり

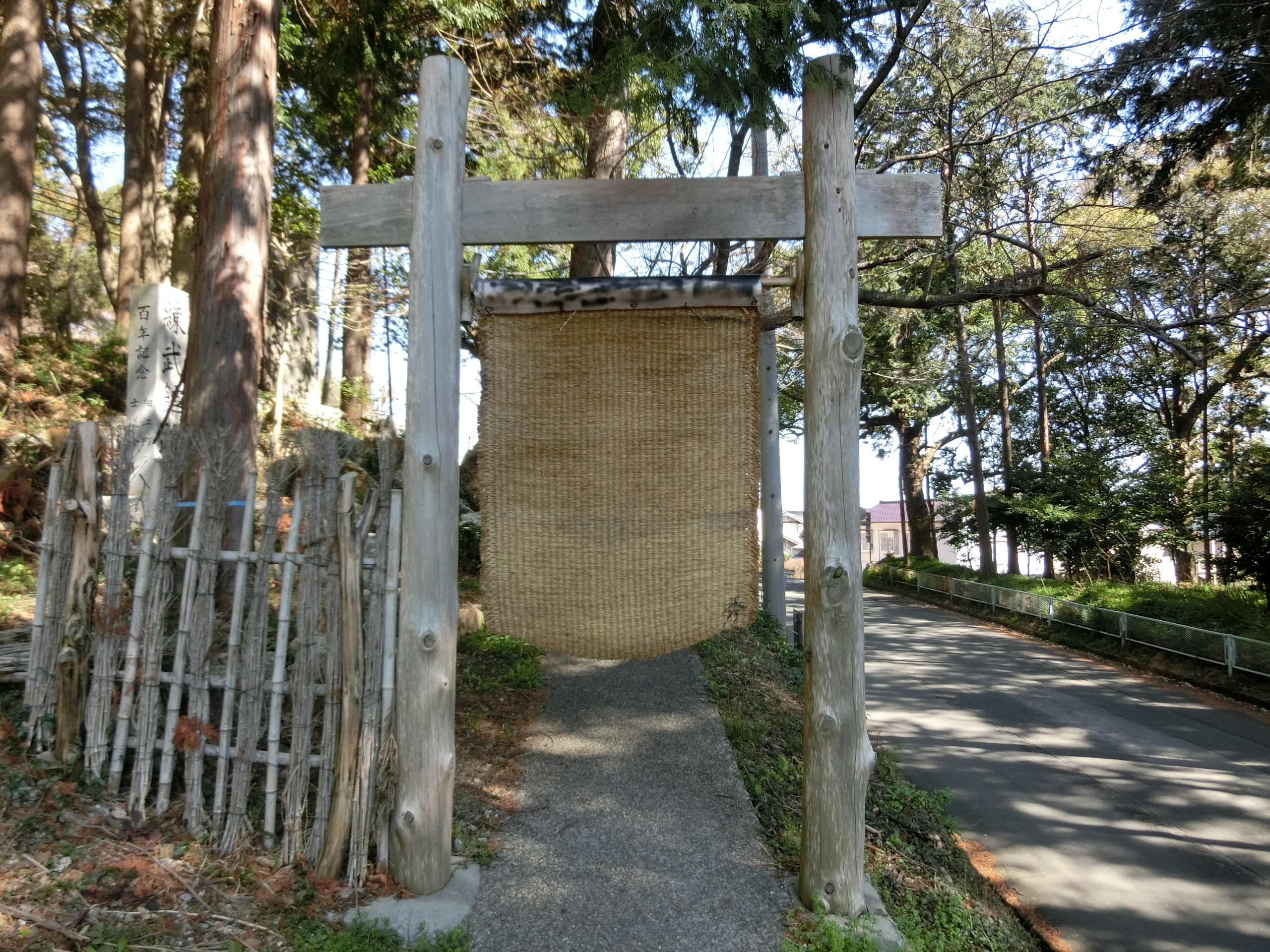
気賀の犬くぐり

気賀関所では旅人の通過を厳格に監視していたが、地元の女性の里帰りなどの際には庄屋の手形で通行でき、関所の外の田畑へ耕作に行くときには手形の代わりに「作場札」という木の札を庄屋から借りて関所を通行できるようにするなどの便法がはかられた。
夜間の通行は基本的に禁止され、特に1651年の慶安の変の後、幕府は箱根・新居・気賀の3つの関所に対して、「上使および継飛脚のほかは、夜間には一切通してはならない」と命じて厳格に取り締まった。関所の近隣住民の往来の利便を図るために、関所の裏通りにくぐり戸を設けて筵を垂らし、犬のように這って通ることができるようにしていたといわれ、「気賀の犬くぐり」として知られている。関所北側の清水地区から、西木戸の棒鼻の近くまで抜けることができたとみられている。

### 清河八郎の関所破り
幕末には、関所近辺の住民に金銭を渡して関所破りの先導役を依頼する女性も現れるようになった。安政2年（1855年）には、尊王攘夷派の清河八郎が、出羽国にいた母とともに西国を旅した帰路、今切関所を避けて本坂通を通り、三ケ日で船頭に金銭を支払って呉松村（浜松市西区呉松町）へ渡り、気賀の関所を破っている。

## 関所の廃止と史跡指定

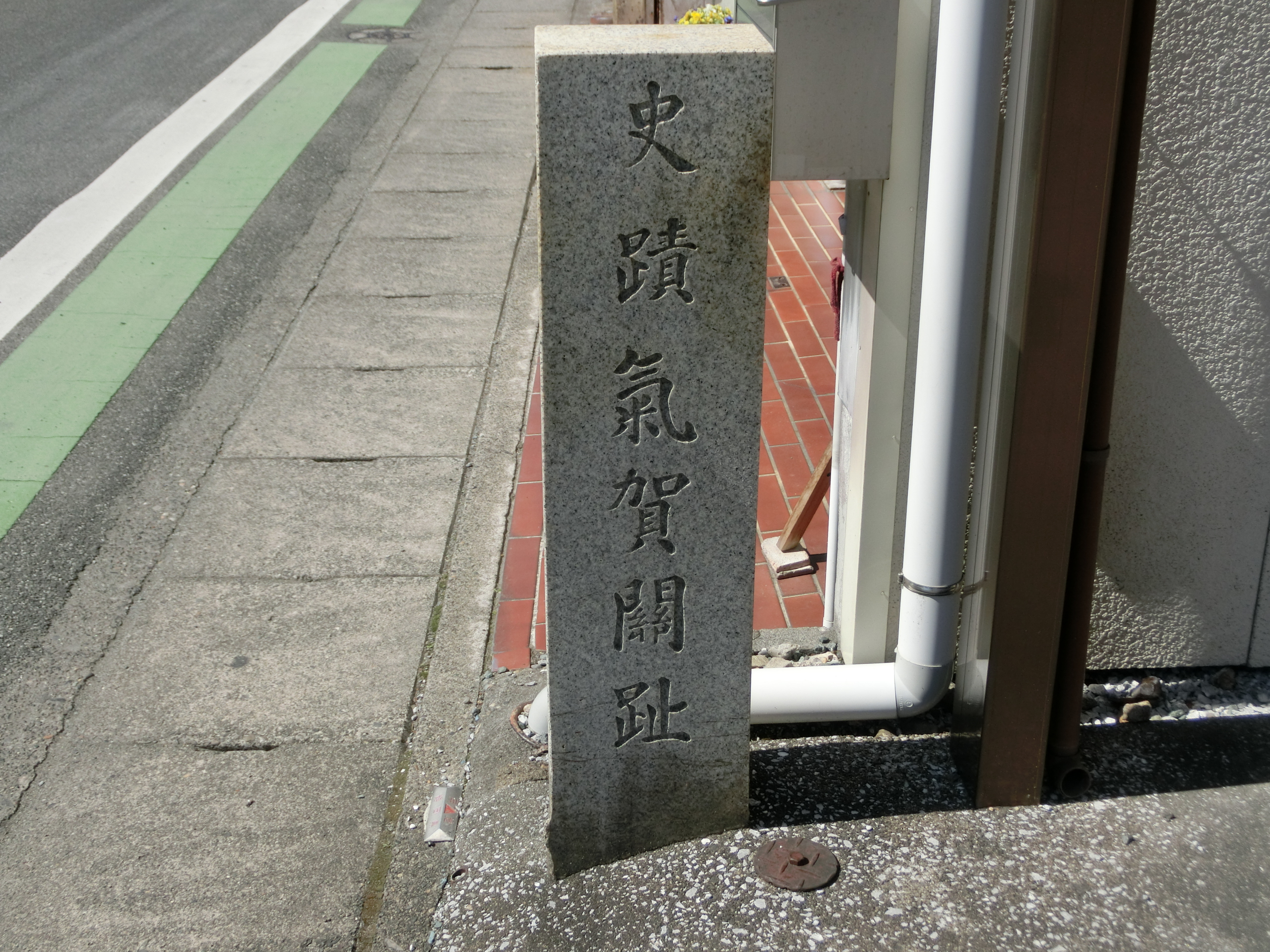
気賀関趾

### 史跡指定と復興
気賀関所の関屋は、設置から100年ほど経ってから屋根が茅葺から瓦葺に葺き替えられたほかは、施設の規模と構造はほぼそのまま明治時代まで残った。本番所は関所の廃止後も1960年（昭和35年）まで現存し、全国でも最古の関屋とされていたが、その後に解体され、一部が民家の屋根と柱として残るのみとなっている。
1966年（昭和41年1月27日）に、細江町教育員会により、気賀関所跡の本番所の一部分（気賀関屋）が細江町指定文化財（建造物）と指定された。
1990年（平成2年）に、細江町はふるさと創生事業として、江戸時代の文書や残存していた本番所の一部を参考にして「気賀関所」を復元した。2014年現在、関所内の展示棟で資料の展示が行われている。復元された「気賀関所」は、江戸時代に気賀関所があった場所（2014年時点「気賀関所跡」と呼ばれている）よりも西の、奥浜名湖田園空間博物館総合案内所近くに立地している。
2011年10月、復元された気賀関所では「関所祭り」が開催されており、「駕籠かき」や「手形改め」の再現が行なわれていた。2011年、「姫街道と銅鐸の歴史民俗資料館」近くに「犬くぐり」が設けられている。